# Roemeense parlementsverkiezingen 1965

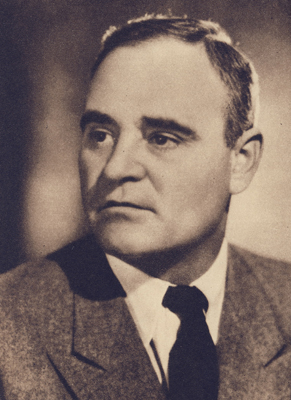
Dictator Gheorghe Gheorghiu-Dej (1901-1965), leider van de communistische partij (1944-1965), premier (1952-1955), staatshoofd (1961-1965). Hij overleed kort na de verkiezingen.

De Roemeense parlementsverkiezingen van 1965 vonden op 7 maart van dat jaar plaats. De verkiezingen waren op basis van enkelvoudige kandidaatstelling en alleen leden van het door de communistische partij gedomineerde Volksdemocratisch Front mochten zich kandideren. Het Front kreeg bijna 100% van de stemmen.
Op 19 maart 1965, dus kort na de verkiezingen, overleed dictator Gheorghe Gheorghiu-Dej (1901-1965), die de belangrijkste staats- en partijfuncties in zijn persoon had verenigd. Als staatspresident werd hij opgevolgd door Chivu Stoica (1908-1975) en als secretaris-generaal van de Roemeense Arbeiderspartij (PMR) werd hij opgevolgd door Nicolae Ceaușescu (1918-1989).

## Uitslag
| Coalitie                        | Stemmen    | %       | Zetels    |
| ------------------------------- | ---------- | ------- | --------- |
| Volksdemocratisch Front         | 12.834.862 | 99,87%  | 465 / 465 |
| Tegen                           | 16.449     | 0,13%   | —         |
| Totaal                          | 12.851.311 | 100,00% | 465       |
|                                 |            |         |           |
| Geldige stemmen                 | 12.851.311 | 99,98   |           |
| Blanco/ ongeldige stemmen       | 2.279      | 0,02%   |           |
| Totaal uitgebrachte stemmen     | 12.853.590 | 100,00% |           |
| Geregistreerde kiezers/ opkomst | 12.858.835 | 99,96%  |           |
| Bron: Nohlen & Stöver, WP       |            |         |           |